# Karl-Erik Belfrage
Karl-Erik Belfrage, född 3 januari 1913 i Göteborg, död 21 juli 2002, var en svensk läkare. Han var son till Erik Belfrage.
Efter studentexamen i Göteborg 1931 blev Belfrage medicine kandidat 1934 och medicine licentiat vid Uppsala universitet 1941. Han blev assistentläkare vid medicinska kliniken på Akademiska sjukhuset i Uppsala 1942, var underläkare vid Serafimerlasarettet i Stockholm 1944–46, vid medicinska kliniken på Sahlgrenska sjukhuset i Göteborg 1946, var praktiserande läkare i Göteborg från 1947 och stadsdistriktsläkare i Göteborg 1950–62. 
Belfrage författade skrifter i medicin, däribland A Specific Micro-method for Colorimetric Determination of Methanol in Blood (tillsammans med docent Kjell Agner, i "Acta Physiologica Scandinavica", Volume 13 (1947), sid. 87–94).